# Litoria brevipes
Litoria brevipes es una especie de anfibio anuro de la familia Pelodryadidae.

## Distribución geográfica
Esta especie es endémica de Australia. Habita en el noreste de Nueva Gales del Sur y en el sur y centro-este de Queensland, que representa 853 500 km².

## Descripción

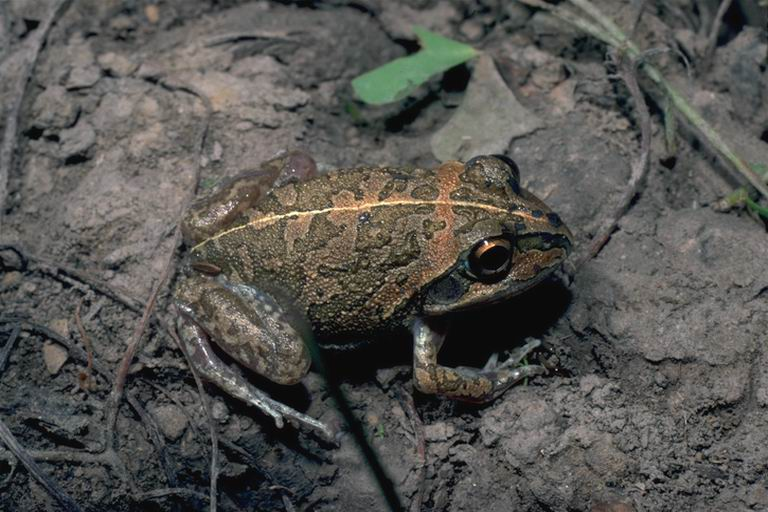
Litoria brevipes

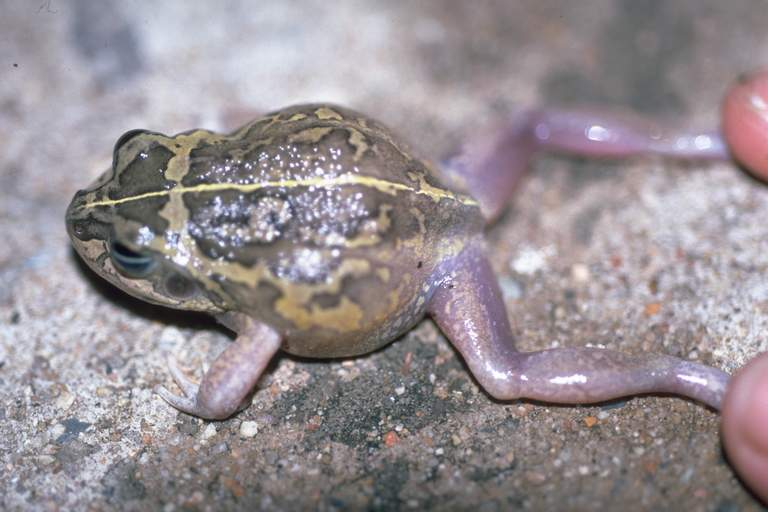
Litoria brevipes

Esta especie mide de 36 a 45 mm para los machos. Esta especie tiene una forma redondeada y una cabeza bastante grande y ojos grandes. Su superficie dorsal es de color marrón oscuro a amarillo y está salpicada de grandes manchas negras. La mayoría de los especímenes tienen una banda plateada o marrón en el centro del dorso. Su parte ventral es blanca con marcas negras. Una banda oscura se extiende desde el hocico hasta los ojos y luego hasta los tímpanos para terminar al nivel de los hombros. El tímpano es visible; las patas delanteras no son palmeadas, las patas traseras están parcialmente palmeadas.

## Etología
Pasa la mayor parte de su tiempo enterrado en los bosques secos y prados. En el momento de las lluvias, sale del suelo y se reagrupa con sus congéneres alrededor de los puntos de agua temporales. Los machos llaman a las hembras desde el borde del agua; su croar es una especie de gruñido prolongado. Los huevos se colocan en grandes racimos en los puntos de agua. Los renacuajos crecen rápidamente para mantener el charco seco antes del final de la metamorfosis.

## Publicación original
- Peters, 1871 : Über einige Arten der herpetologischen Sammlung des berliner zoologischen Museums. Monatsberichte der Königlich preussischen Akademie der Wissenschaften zu Berlin, vol. 1, p. 644-653[5]